# Fonction itérée
Ne doit pas être confondu avec Fonction récursive.
 (octobre 2024).
En  mathématiques, une fonction itérée est une fonction obtenue par composition répétée d’une fonction de départ donnée avec elle-même un certain nombre de fois.
On dit encore que la fonction est obtenue par itération de la fonction de départ, ou que l'on a itérer cette fonction.
La procédure consistant à appliquer la même fonction à plusieurs reprises s’appelle  itération.
Les fonctions itérées apparaissent en informatique, dans les systèmes dynamiques, les groupes de renormalisation, sont à la base des fractales…

## Définition, conventions, énonciations
La fonction f à itérer est supposée définie définie sur un ensemble X et à valeurs dans ce même ensemble X. La  composition de fonctions se note « ○ » et, par définition, pour x ∈ X :
{\displaystyle (f\circ f)(x)=f(f(x))}
c'est-à-dire que cette valeur est obtenue en itérant deux fois f sur x. La fonction f ○ f est la fonction f itérée 2 fois et se note également :
{\displaystyle f\circ f=f^{2}\,.}
Plus généralement, n étant un entier positif ou nul, la n-ième itérée de  f, se définit par récurrence par :
{\displaystyle f^{0}=\operatorname {id} _{X}\;;\ f^{n+1}=f\circ f^{n}\ (n\in \mathbb {N} ).}
où {\displaystyle \operatorname {id} _{X}} est la fonction identité sur X. Ainsi :
{\displaystyle f^{0}=\operatorname {id} _{X}\;;\ f^{1}=f\;;\ f^{2}=f\circ f\;;\ f^{3}=f\circ f\circ f\;;\dots }
(l'opération de composition est associative, il est inutile de parenthéser).
La notation f n peut être ambiguë, car elle est parfois aussi employée pour l’élévation à la puissance, en particulier en trigonométrie. Ainsi l'identité trigonométrique fondamentale :
{\displaystyle \cos ^{2}x+\sin ^{2}x=1}
s'interprète par : 
{\displaystyle (\cos x)^{2}+(\sin x)^{2}=1\,.}
Le contexte doit permettre de lever l'ambiguïté.

## Suites d’itération
Les identités suivantes sont vérifiées pour tous les entiers positifs ou nuls  m et n :
{\displaystyle f^{m}\circ f^{n}=f^{n}\circ f^{m}=f^{m+n}\,.}
{\displaystyle (f^{m})^{n}(x)=(f^{n})^{m}(x)=f^{mn}(x).}
Pour un élément x de X, la suite des valeurs  {\displaystyle f^{n}(x)} est nommée l'orbite de x[réf. souhaitée].
Si {\displaystyle x=f^{m}(x)}  pour un entier m non nul, on a alors {\displaystyle f^{n}(x)=f^{n+m}(x)} (pour tout n), l’orbite est dite périodique et le plus petit entier m
pour un x donné est la période de l’orbite correspondante ; le point  x lui-même est un point dit périodique. En informatique, le problème de détection de cycles est le problème algorithmique qui consiste à trouver le premier point périodique d’une orbite et la période de l’orbite.

## Points fixes
Si f(x) = x pour un élément x de X (autrement dit, la période de l’orbite de x est 1), alors x est un point fixe de la suite itérée.  L’ensemble des points fixes se note Fix(f).  Divers théorèmes garantissent l’existence  de points fixes dans certaines situations, comme le théorème du point fixe de Banach ou le théorème du point fixe de Brouwer.
Plusieurs techniques permettent par ailleurs d’accélérer la convergence  des suites produites par l’itération de points fixes. 
Au cours de l’itération, il peut y avoir des ensembles qui se contractent et convergent vers un seul point : dans ce cas, ce point est un point fixe attractif. L’itération peut aussi donner l’apparence de points s’éloignant d’un point fixe, qui  est alors appelé point fixe instable.  D’autres comportements limites sont aussi possibles.
Quand les points de l’orbite convergent vers une ou plusieurs limites, l’ensemble des points d’accumulation de l’orbite est appelé l’ensemble limite ou l’ensemble ω-limite.
Les idées d’attraction et de  répulsion se généralisent : on peut catégoriser les ensembles stables et instables selon le comportement de petits voisinages sous l’itération.

## Mesure invariante
Si l’on s’intéresse à l’évolution d’une distribution à densité, au lieu d’une distribution discrète ou d’un point individuel, le comportement limite est donné par la mesure invariante. Elle peut être visualisée comme le comportement d’un nuage de points ou de poussière sous une itération. La mesure invariante est un vecteur propre de l’opérateur de Ruelle-Frobenius-Perron ou opérateur de transfert, correspondant à la valeur propre 1. De plus petites valeurs propres correspondent à des états instables, contractants.
En général, puisque l’itération correspond à un décalage, l’opérateur de transfert  et son adjoint, l’opérateur de Koopman, peuvent être interprétés tous deux comme l’action d’un opérateur de décalage sur un système dynamique symbolique. La théorie des systèmes dynamiques symboliques fournit un cadre pour comprendre de nombreuses fonctions itérées, en particulier celles conduisant au chaos.

## Itérées fractionnaires et négatives

Itérations de la fonction sinus (en bleu) sur une demi-période : la 1/2e itérée est en jaune, les itérées fractionnaires suivantes (jusqu'à 1/64) au-dessus en noir ; la 2e itérée est en rouge, les suivantes (4e, 8e, etc., jusqu'à la 6'e) en-dessous en noir ; l'itérée -1, c'est-à-dire la fonction réciproque arc sin, est en pointillé

Sous certaines hypothèses, il est possible de définir une itérée fractionnaire d’une fonction. Par exemple, la demi-itérée d’une fonction f est une fonction g telle que {\displaystyle g(g(x))=f(x)}. Cette fonction g peut s’écrire avec une notation exponentielle {\displaystyle f^{\frac {1}{2}}(x)}. De même, {\displaystyle f^{\frac {1}{3}}(x)} est la fonction telle que {\displaystyle f^{\frac {1}{3}}(f^{\frac {1}{3}}(f^{\frac {1}{3}}(x)))=f(x)}, et {\displaystyle f^{\frac {2}{3}}(x)} peut être définie comme {\displaystyle f^{\frac {1}{3}}(f^{\frac {1}{3}}(x))}, et ainsi de suite, à partir du principe  que {\displaystyle f^{m}\circ f^{n}=f^{n}\circ f^{m}=f^{m+n}~.} L’idée peut se généraliser au cas où le nombre d’itérations n devient un paramètre continu ; le système  est alors un flot lié à une équation de Schröder.
Les itérées négatives correspondent aux réciproques de fonctions et à leurs compositions. Par exemple, {\displaystyle f^{-1}(x)} est la réciproque usuelle de la fonction  f,  {\displaystyle f^{-2}(x)} est la réciproque composée avec elle-même, etc. Les itérées fractionnaires négatives sont définies de manière analogue aux fractionnaires positives. Par exemple, {\displaystyle f^{-{\frac {1}{2}}}(x)} est définie de telle sorte que  {\displaystyle f^{-{\frac {1}{2}}}(f^{-{\frac {1}{2}}}(x))=f^{-1}(x)}.

## Formules pour l’itération fractionnaire
Il existe plusieurs méthodes pour déterminer les itérées fractionnaires. Celle qui suit repose sur l’utilisation d’un point fixe. 
1. Déterminer un point fixe a de la fonction, autrement dit un point a tel que {\displaystyle f(a)=a}.
2. Fixer    {\displaystyle f^{n}(a)=a}, pour tout  n appartenant aux réels. Ceci correspond à la condition supplémentaire la plus naturelle à imposer aux itérées.
3. Écrire {\displaystyle f^{n}(x)}  au voisinage du point fixe a comme une série de Taylor :
{\displaystyle f^{n}(x)=f^{n}(a)+(x-a){\frac {d}{dx}}f^{n}(x)|_{x=a}+{\frac {(x-a)^{2}}{2}}{\frac {d^{2}}{dx^{2}}}f^{n}(x)|_{x=a}+\cdots }
4. Développer :
{\displaystyle f^{n}\left(x\right)=f^{n}(a)+(x-a)f'(a)f'(f(a))f'(f^{2}(a))\cdots f'(f^{n-1}(a))+\cdots }
5. En utilisant la condition fixée à l’étape 2   {\displaystyle f^{k}(a)=a}, pour tout k, on obtient :
{\displaystyle f^{n}\left(x\right)=a+(x-a)f'(a)^{n}+{\frac {(x-a)^{2}}{2}}(f''(a)f'(a)^{n-1})\left(1+f'(a)+\cdots +f'(a)^{n-1}\right)+\cdots }
6. Simplifier à l’aide de la progression géométrique : 
{\displaystyle f^{n}\left(x\right)=a+(x-a)f'(a)^{n}+{\frac {(x-a)^{2}}{2}}(f''(a)f'(a)^{n-1}){\frac {f'(a)^{n}-1}{f'(a)-1}}+\cdots }
7. Un cas particulier  est celui où {\displaystyle f'(a)=1} ;  dans ce cas : 
{\displaystyle f^{n}\left(x\right)=x+{\frac {(x-a)^{2}}{2}}(nf''(a))+{\frac {(x-a)^{3}}{6}}\left({\frac {3}{2}}n(n-1)f''(a)^{2}+nf'''(a)\right)+\cdots }
8. Si n n’est pas entier, on utilise la formule {\displaystyle y^{n}=\exp(n\ln(y))}.

Ce procédé peut être poursuivi indéfiniment, mais il n’est en général pas efficace, car les termes deviennent de plus en plus compliqués.

### Exemple 1
La fonction f est définie par  f(x) = Cx + D , avec C ≠ 1, a un point fixe  a = D/(1–C).
Le procédé expliqué ci-dessus donne :
{\displaystyle f^{n}(x)={\frac {D}{1-C}}+(x-{\frac {D}{1-C}})C^{n}=C^{n}x+{\frac {1-C^{n}}{1-C}}D.}

### Exemple 2
Il s’agit de trouver la valeur de {\displaystyle {\sqrt {2}}^{{\sqrt {2}}^{{\sqrt {2}}^{\cdots }}}}, pour n itérations. La fonction est ici définie par f(x) = √2x. Un point fixe est  {\displaystyle a=f(2)=2}.
En développant f n (x) comme expliqué plus haut au voisinage de 2, et en posant x = 1, on obtient,
{\displaystyle {\sqrt {2}}^{{\sqrt {2}}^{{\sqrt {2}}^{\cdots }}}=f^{n}(1)=2-(\ln 2)^{n}+{\frac {(\ln 2)^{n+1}((\ln 2)^{n}-1)}{4(\ln 2-1)}}\cdots .}
Pour n entier positif, les trois premiers termes donnent la première décimale correcte : fn(1) = n√2. 
(On remarque que si on utilise à la place du point fixe 2 l’autre point fixe a = f(4) = 4,  la série diverge.)
Pour  n = −1, la série calcule la fonction réciproque, {\displaystyle 2\ln x/\ln 2}.

### Exemple 3
En développant au voisinage du point fixe 1 la  fonction   f(x) = xb, on obtient la série
{\displaystyle f^{n}(x)=1+b^{n}(x-1)+{\frac {1}{2}}b^{n}(b^{n}-1)(x-1)^{2}+{\frac {1}{3!}}b^{n}(b^{n}-1)(b^{n}-2)(x-1)^{3}+\cdots ,}
qui est simplement la série de Taylor de x(bn) au voisinage de 1.

## Conjugaison
Si f et g sont deux fonctions itérées, et s’il existe un homéomorphisme h tel que  {\displaystyle g=h^{-1}\circ f\circ h},  on dit que f et g sont conjuguées topologiquement.
L’itération préserve la conjugaison topologique : en effet, {\displaystyle g^{n}=h^{-1}\circ f^{n}\circ h}.  Donc, si on sait déterminer un système de fonctions itérées, on sait aussi déterminer tous les systèmes topologiquement conjugués. 
Par exemple, la fonction triangulaire est topologiquement conjuguée à la  suite logistique. Un cas particulier est  f(x) = x+1, qui donne comme itération de {\displaystyle g(x)=h^{-1}(h(x)+1)}
{\displaystyle g^{n}(x)=h^{-1}(h(x)+n),}
pour n’importe quelle fonction h.
En faisant la substitution {\displaystyle x=h^{-1}(y)=\phi (y)}, on obtient 
{\displaystyle g(\phi (y))=\phi (y+1)},  autrement dit  l’équation d’Abel.
En l’absence d’un véritable homéomorphisme global, il est souvent possible de résoudre l’équation de Schröder au voisinage d’un point fixe pour une fonction Ψ. En prenant par exemple x = 0, f(0) = 0,  f(x) est localement conjugué à une  dilation, g(x) = f '(0) x, autrement dit  
{\displaystyle f(x)=\psi ^{-1}(f(0)\psi (x)).}
L’orbite d’itération, ou flot, sous des conditions adéquates (par exemple f '(0) ≠ 1), devient la conjuguée de l’orbite du monôme :
{\displaystyle \psi ^{-1}(f'(0)^{n}\psi (x)),}
où n dans cette expression est un exposant ordinaire : autrement dit, l’itération fonctionnelle a été réduite à une simple multiplication. L’exposant n peut n’être ni positif, ni entier ; il correspond alors à un temps continu d’évolution pour l’orbite.
L'exemple 2 ci-dessus revient par exemple à {\displaystyle f^{n}(x)=\psi ^{-1}((\ln 2)^{n}\psi (x))}, pour tout n (pas nécessairement entier), où Ψ est la solution de l'équation de Schröder correspondante, {\displaystyle \psi ({\sqrt {2}}^{x})=\ln 2\psi (x)}. Cette solution est aussi la limite, pour m tendant vers l'infini, de {\displaystyle {\frac {f^{m}(x)-2}{(\ln 2)^{m}}}}.
Cette méthode est équivalente à l'algorithme décrit dans la section précédente, mais plus puissante et systématique en pratique.

## Exemples
Pour des exemples de fonctions itérées, voir aussi l’ensemble de Mandelbrot et les systèmes de fonctions itérées.
Ernst Schröder a étudié en 1870 des cas particuliers de la suite logistique :
- (cas chaotique) : {\displaystyle f(x)=4x(1-x)} donne {\displaystyle \psi (x)=\arcsin ^{2}({\sqrt {x}})}, d’où {\displaystyle f^{n}(x)=\sin ^{2}(2^{n}\arcsin({\sqrt {x}}))}.

- (cas non chaotique) : {\displaystyle f(x)=2x(1-x)} donne  {\displaystyle \psi (x)=-{\frac {1}{2}}\ln(1-2x)}, et donc  {\displaystyle f^{n}(x)=-{\frac {1}{2}}((1-2x)^{2^{n}}-1)}.

## Itérées de fonctions ayant une expression fermée
Pour la plupart des fonctions, il n’y a pas d’expression fermée pour la ne itérée. La table ci-dessous liste quelques fonctions  pour lesquelles une telle expression existe. Toutes ces expressions sont valides pour des  n, négatifs ou fractionnaires, aussi bien que des entiers positifs.
| {\displaystyle f(x)}                                                         | {\displaystyle f^{n}(x)} |
| ---------------------------------------------------------------------------- | --- |
| {\displaystyle x+b}                                                          | {\displaystyle x+nb} |
| {\displaystyle ax+b\ (a\neq 1)}                                              | {\displaystyle a^{n}x+{\frac {a^{n}-1}{a-1}}b} |
| {\displaystyle ax^{b}\ (b\neq 1)}                                            | {\displaystyle a^{\frac {b^{n}-1}{b-1}}x^{b^{n}}} |
| {\displaystyle ax^{2}+bx+{\frac {b^{2}-2b}{4a}}}                             | {\displaystyle {\frac {2\alpha ^{2^{n}}-b}{2a}}} où : {\displaystyle \alpha ={\frac {2ax+b}{2}}} |
| {\displaystyle ax^{2}+bx+{\frac {b^{2}-2b-8}{4a}}}                           | {\displaystyle {\frac {2\alpha ^{2^{n}}+2\alpha ^{-2^{n}}-b}{2a}}} où : {\displaystyle \alpha ={\frac {2ax+b\pm {\sqrt {(2ax+b)^{2}-16}}}{4}}} |
| {\displaystyle {\frac {ax+b}{cx+d}}}                                         | {\displaystyle {\frac {a}{c}}+{\frac {bc-ad}{c}}\left[{\frac {(cx-a+\alpha )\alpha ^{n-1}-(cx-a+\beta )\beta ^{n-1}}{(cx-a+\alpha )\alpha ^{n}-(cx-a+\beta )\beta ^{n}}}\right]} où : {\displaystyle \alpha ={\frac {a+d+{\sqrt {(a-d)^{2}+4bc}}}{2}}} {\displaystyle \beta ={\frac {a+d-{\sqrt {(a-d)^{2}+4bc}}}{2}}} |
| {\displaystyle {\sqrt {x^{2}+b}}}                                            | {\displaystyle {\sqrt {x^{2}+bn}}} |
| {\displaystyle {\sqrt {ax^{2}+b}}\ (a\neq 1)}                                | {\displaystyle {\sqrt {a^{n}x^{2}+{\frac {a^{n}-1}{a-1}}b}}} |
| {\displaystyle g^{-1}{\Big (}f{\bigl (}g(x){\bigr )}{\Big )}}                | {\displaystyle g^{-1}{\Bigl (}f^{n}{\bigl (}g(x){\bigr )}{\Bigr )}} |
| {\displaystyle g^{-1}{\bigl (}g(x)+b{\bigr )}} (équation d’Abel générique)   | {\displaystyle g^{-1}{\bigl (}g(x)+nb{\bigr )}} |
| {\displaystyle g^{-1}{\Bigl (}a\ g(x)+b{\Bigr )}\ (a\neq 1)}                 | {\displaystyle g^{-1}{\Bigl (}a^{n}g(x)+{\frac {a^{n}-1}{a-1}}b{\Bigr )}} |
| {\displaystyle T_{m}(x)=\cos(m\arccos x)} (polynôme de Tchebychev d'ordre m) | {\displaystyle T_{m^{n}}=\cos(m^{n}\arccos x)} |

Note :  les deux exemples de ax2 + bx + c sont les seuls cas qui ont une solution sous forme fermée. En choisissant respectivement b = 2 = –a and b = 4 = –a, ils se réduisent d’ailleurs aux cas non-chaotique et chaotique discutés plus haut.
Certains de ces exemples sont liés entre eux par des conjugaisons simples.

## Chaînes de Markov
Si la fonction est linéaire et peut être décrite par une matrice stochastique, c’est-à-dire une matrice où la somme des entrées d’une ligne (ou d’une colonne) est toujours égale à 1, alors le système des itérées est appelé une chaîne de Markov.

## En informatique
En informatique, les fonctions itérées apparaissent comme des cas particuliers de fonctions récursives  et interviennent dans le lambda calcul, ou dans des sujets plus spécialisés, comme la sémantique dénotationnelle des programmes informatiques.

## Définitions basées sur des fonctions itérées
Deux fonctionnelles importantes, la sommation et le produit correspondant, peuvent être définies en termes de fonctions itérées. 
La sommation est définie par :
{\displaystyle \left\{b+1,\sum _{i=a}^{b}g(i)\right\}\equiv \left(\{i,x\}\rightarrow \{i+1,x+g(i)\}\right)^{b-a+1}\{a,0\}}
et le produit par :
{\displaystyle \left\{b+1,\prod _{i=a}^{b}g(i)\right\}\equiv \left(\{i,x\}\rightarrow \{i+1,xg(i)\}\right)^{b-a+1}\{a,1\}.}

## Dérivée fonctionnelle
La dérivée fonctionnelle d’une fonction itérée est donnée par la formule de récurrence :
{\displaystyle {\frac {\delta f^{N}(x)}{\delta f(y)}}=f'(f^{N-1}(x)){\frac {\delta f^{N-1}(x)}{\delta f(y)}}+\delta (f^{N-1}(x)-y).}